# 謝苗諾夫 (下諾夫哥羅德州)
56°48′N 46°30′E / 56.800°N 46.500°E
謝苗諾夫（俄语：Семёнов）是俄羅斯下諾夫哥羅德州北部的一個城市、謝苗諾夫斯基縣縣治。距下諾夫哥羅德以北69公里。2002年人口25,298人。
17世紀首見於文獻，1779年設市。